# Mestawet Tufa
Mestawet Tufa (Arsi, 14 settembre 1983) è una mezzofondista e maratoneta etiope che vinse la medaglia d'oro ai Giochi panafricani 2007 nei 10000 m piani.

## Biografia
Nel 2006 ha fatto parte della squadra campione del mondo a squadre ai mondiali di cross disputati a Fukuoka; Tufa ha contribuito a questo successo giungendo 7ª nel lungo.
In precedenza, nel 2001, era stata argento ai mondiali giovanili disputati a Debrecen sui 3 000 metri.
Ha vinto due volte la Zevenheuvelenloop: nel 2003 e nel 2006.

## Palmarès
| Anno | Manifestazione     | Sede     | Evento        | Risultato | Prestazione | Note |
| ---- | ------------------ | -------- | ------------- | --------- | ----------- | ---- |
| 2000 | Mondiali juniores  | Santiago | 3000 m piani  | 5ª        | 9'16"73     |      |
| 2001 | Mondiali allievi   | Debrecen | 3000 m piani  | Argento   | 9'11"60     |      |
| 2007 | Giochi panafricani | Algeri   | 10000 m piani | Oro       | 31'26"45    |      |
| 2007 | Mondiali           | Osaka    | 10000 m piani | dnf       | dnf         |      |
| 2008 | Giochi olimpici    | Pechino  | 10000 m piani | dnf       | dnf         |      |

## Campionati nazionali
2003
- Bronzo ai campionati etiopi di mezza maratona - 1h13'39"

2004
- Bronzo ai campionati etiopi, 3000 m piani - 9'30"2

2007
- Oro ai campionati etiopi, 10000 m piani - 33'26"8

## Altre competizioni internazionali
2003
- Oro alla Zevenheuvelenloop ( Nimega), 15 km - 49'06"

2006
- 13ª al Memorial Van Damme ( Bruxelles), 5000 m piani - 15'03"94
- 8ª al Golden Gala ( Roma), 5000 m piani - 14'59"05
- Oro alla Zevenheuvelenloop ( Nimega), 15 km - 47'22"

2008
- Oro alla Zevenheuvelenloop ( Nimega), 15 km - 46'57"
- Oro al Cross di Alà dei Sardi ( Alà dei Sardi) - 17'49"

2009
- 14ª alla Great Manchester Run ( Manchester) - 34'56"

2010
- 6ª alla Mezza maratona di Delhi ( Nuova Delhi) - 1h08'48"

2013
- 6ª alla Maratona di Amsterdam ( Amsterdam) - 2h34'10"

## Record personali
- 3 000 metri - 8:47.41 min (2006)
- 5 000 metri - 14:51.72 min (2007)
- 10 000 metri - 31:00.27 min (2007)